# Halowe Mistrzostwa Świata w Lekkoatletyce 2006 – skok o tyczce mężczyzn
Skok o tyczce mężczyzn – jedna z konkurencji rozgrywanych podczas halowych mistrzostw świata w lekkoatletyce w 2006. Kwalifikacje odbyły się 11 marca, a finał został rozegrany 12 marca.
Do kwalifikacji zgłoszonych zostało 20 zawodników z 15 państw.
Zawody w tej konkurencji wygrał reprezentant Stanów Zjednoczonych Brad Walker. Drugą pozycję zajął zawodnik z Szwecji Alhaji Jeng, trzecią zaś reprezentujący Niemcy Tim Lobinger.

## Wyniki

### Kwalifikacje
Źródło: 
| Miejsce | Zawodnik              | Państwo           | Wysokość (m) | Wysokość (m) | Wysokość (m) | Wysokość (m) | Wysokość (m) | Wynik | Uwagi |
| Miejsce | Zawodnik              | Państwo           | 5,45         | 5,55         | 5,60         | 5,65         | 5,70         | Wynik | Uwagi |
| ------- | --------------------- | ----------------- | ------------ | ------------ | ------------ | ------------ | ------------ | ----- | ----- |
| 1.      | Jeff Hartwig          | Stany Zjednoczone | –            | XO           | –            | O            | O            | 5,70  |       |
| 2.      | Brad Walker           | Stany Zjednoczone | –            | –            | XO           | XO           | O            | 5,70  |       |
| 3.      | Denys Jurczenko       | Ukraina           | –            | XXO          | –            | XX-          | O            | 5,70  | SB    |
| 4.      | Aleksandr Awerbuch    | Izrael            | –            | XO           | –            | XXO          | XO           | 5,70  |       |
| 5.      | Tim Lobinger          | Niemcy            | –            | O            | –            | O            | XXX          | 5,65  |       |
| 5.      | Fabian Schulze        | Niemcy            | –            | O            | –            | O            | XXX          | 5,65  |       |
| 7.      | Giovanni Lanaro       | Meksyk            | O            | XO           | –            | O            | XXX          | 5,65  |       |
| 8.      | Alhaji Jeng           | Szwecja           | –            | XXO          | –            | O            | XX-          | 5,65  |       |
| 9.      | Daichi Sawano         | Japonia           | O            | XO           | XO           | XO           | XXX          | 5,65  | SB    |
| 10.     | Przemysław Czerwiński | Polska            | XXO          | XO           | O            | XXO          | XXX          | 5,65  |       |
| 11.     | Kevin Rans            | Belgia            | XO           | –            | O            | XXX          | –            | 5,60  |       |
| 12.     | Igor Pawłow           | Rosja             | XXO          | XO           | X-           | XX           | –            | 5,55  |       |
| 13.     | Dmitrij Starodubcew   | Rosja             | XO           | XXO          | XX-          | X            | –            | 5,55  |       |
| 14.     | Maksym Mazuryk        | Ukraina           | O            | XXX          | –            | –            | –            | 5,45  |       |
| 14.     | Jérôme Clavier        | Francja           | O            | XXX          | –            | –            | –            | 5,45  |       |
| 14.     | Laurens Looije        | Holandia          | O            | XXX          | –            | –            | –            | 5,45  |       |
| 14.     | Spas Buchałow         | Bułgaria          | O            | –            | XXX          | –            | –            | 5,45  |       |
| –       | Liu Feiliang          | Chiny             | XXX          | –            | –            | –            | –            | NH    |       |
| –       | Romain Mesnil         | Francja           | –            | XXX          | –            | –            | –            | NH    |       |
| –       | Giuseppe Gibilisco    | Włochy            | –            | XXX          | –            | –            | –            | NH    |       |

### Finał
Źródło: 
| Miejsce | Zawodnik        | Państwo           | Wysokość (m) | Wysokość (m) | Wysokość (m) | Wysokość (m) | Wysokość (m) | Wysokość (m) | Wysokość (m) | Wynik | Uwagi |
| Miejsce | Zawodnik        | Państwo           | 5,50         | 5,60         | 5,65         | 5,70         | 5,75         | 5,80         | 5,90         | Wynik | Uwagi |
| ------- | --------------- | ----------------- | ------------ | ------------ | ------------ | ------------ | ------------ | ------------ | ------------ | ----- | ----- |
| 01 !    | Brad Walker     | Stany Zjednoczone | –            | XO           | –            | O            | –            | XXO          | X-           | 5,80  | SB    |
| 02 !    | Alhaji Jeng     | Szwecja           | –            | O            | –            | O            | –            | XXX          | –            | 5,70  |       |
| 03 !    | Tim Lobinger    | Niemcy            | –            | O            | –            | XX-          | X            | –            | –            | 5,60  |       |
| 4.      | Giovanni Lanaro | Meksyk            | O            | XXX          | –            | –            | –            | –            | –            | 5,50  |       |
| 4.      | Fabian Schulze  | Izrael            | O            | –            | XXX          | –            | –            | –            | –            | 5,50  |       |
| 4.      | Giovanni Lanaro | Niemcy            | O            | –            | XXX          | –            | –            | –            | –            | 5,50  |       |
| –       | Denys Jurczenko | Ukraina           | –            | XXX          | –            | –            | –            | –            | –            | NH    |       |
| –       | Jeff Hartwig    | Stany Zjednoczone | –            | XXX          | –            | –            | –            | –            | –            | NH    |       |